# Vogtlands voetbalkampioenschap 1913/14
In 1913/14 werd het zevende Vogtlands voetbalkampioenschap gespeeld, dat georganiseerd werd door de Midden-Duitse voetbalbond. 
FC Concordia Plauen en FC Sportlust 08 Plauen fuseerden tot FV Konkordia Plauen. De club werd kampioen en plaatste zich voor de Midden-Duitse eindronde, waar de club met 2-4 verloor van VfB Leipzig. 

## 1. Klasse
| Plaats | Club                        | Wed. | W | G | V | Saldo | Ptn.  |
| ------ | --------------------------- | ---- | - | - | - | ----- | ----- |
| 1.     | FV Konkordia Plauen         | 8    | 7 | 1 | 0 | 33:11 | 15:01 |
| 2.     | FC Apelles Plauen           | 8    | 5 | 0 | 3 | 31:19 | 10:06 |
| 3.     | 1. Vogtländischer FC Plauen | 8    | 4 | 1 | 3 | 40:21 | 09:07 |
| 4.     | Plauener BC 05              | 8    | 2 | 0 | 6 | 07:42 | 04:12 |
| 5.     | FC Britannia 1904 Plauen    | 8    | 1 | 0 | 7 | 12:30 | 02:14 |

|  | Kampioen, geplaatst voor Midden-Duitse eindronde |